# Síndrome de abstinência das benzodiazepinas

Benzodiazepina

A síndrome de abstinência das benzodiazepinas é o conjunto de sintomas que surgem quando uma pessoa que tomou benzodiazepinas durante um período prolongado e desenvolveu dependência interrompe o seu uso. Também pode ocorrer devido à redução da dosagem. A síndrome de abstinência das benzodiazepinas é semelhante à produzida pela abstinência de álcool ou barbitúrico. e pode causar sintomas graves e fatais, como convulsões. Estes sintomas graves, para além de potencialmente fatais, limitam-se, na sua maioria, à redução abrupta ou precipitada de doses elevadas.
Uma parcela de indivíduos pode desenvolver uma síndrome de abstinência prolongada de benzodiazepinas, com sintomas como ansiedade, irritabilidade, insónia e perturbações sensoriais. Num pequeno número de pessoas, a síndrome pode ser grave e assemelhar-se a condições psiquiátricas ou médicas graves, como esquizofrenia e convulsões. Um efeito secundário grave da abstinência de benzodiazepinas é o suicídio.
A síndrome de abstinência das benzodiazepinas pode ser minimizada em intensidade e gravidade através da redução gradual da dose. A descontinuação das benzodiazepinas é geralmente benéfica devido aos efeitos adversos associados ao uso prolongado destas. No entanto, recomenda-se que quem os consome durante um longo período não interrompa o seu uso de forma violenta ou abrupta.
A exposição crónica às benzodiazepinas provoca adaptações físicas no cérebro que contrariam os efeitos da droga. Isto é conhecido como tolerância e dependência física. Quando as benzodiazepinas são descontinuadas ou a dose é reduzida num indivíduo fisicamente dependente, podem surgir inúmeros sintomas físicos e psicológicos. Estes podem mesmo permanecer presentes até que o organismo neutralize a dependência física, adaptando-se à falta da droga e, assim, o cérebro regresse ao seu funcionamento normal.
Geralmente, quanto maior for a dose do benzodiazepínico, mais prolongada será a utilização e mais rapidamente será a interrupção, maior será a probabilidade de ocorrência de sintomas graves. No entanto, também podem ocorrer sintomas graves durante a redução gradual da dose ou a partir de doses relativamente baixas.
Em certos grupos selecionados de doentes, a presença de sintomas de abstinência chega aos 100%. Por outro lado, nos grupos não seleccionados, mais de 50% dos indivíduos conseguem tomar doses intermitentes de benzodiazepinas com sintomas ligeiros ou ausentes. Os sintomas podem persistir durante semanas ou meses após a interrupção. Num subgrupo mais pequeno de doentes, os sintomas de privação podem persistir a um nível menos agudo durante meses ou mesmo anos. O uso prolongado de benzodiazepinas pode levar a sintomas semelhantes aos da abstinência, apesar da manutenção de uma dose terapêutica constante.
Atribuir corretamente sintomas como a ansiedade (previamente diagnosticados erradamente) aos efeitos da abstinência de benzodiazepinas, juntamente com estratégias de redução personalizadas de acordo com a gravidade dos sintomas, para além da inclusão de estratégias alternativas, como o conforto e a referenciação para grupos de apoio, aumenta a taxa de sucesso da interrupção.
Os sintomas de abstinência podem mimetizar sintomas psiquiátricos. Frequentemente, são interpretados como evidência da necessidade de benzodiazepínicos, o que leva à falha e à reintegração de benzodiazepínicos, em muitos casos em doses mais elevadas.